# Leonard Myles-Mills
Leonard Myles-Mills (Accra, 9 mei 1973) is een Ghanees atleet, die is gespecialiseerd in de sprint. Hij behoort tot de snelste sprinters ter wereld. Met een persoonlijk record van 6,45 seconden op de 60 m is hij Afrikaanse indoorrecordhouder. Hij heeft ook het Ghanese record op de 100 m in handen.
Ondanks zijn scherpe persoonlijke record-tijden won hij nog geen prijzen op grote internationale wedstrijden. Hij nam tweemaal deel aan de Olympische Spelen, maar sneuvelde in zowel Sydney 2000 als Athene 2004 in de halve finale. Ook op het WK 1999 en WK 2003 werd hij nog voor de finale uitgeschakeld.
In 1998 won hij een bronzen medaille op de 100 m op de Afrikaanse kampioenschappen in Dakar. Met een tijd van 10,10 seconden werd hij verslagen door de Nigeriaan Seun Ogunkoya (goud) en Namibiër Frankie Fredericks (zilver). Een jaar later won hij goud op de Afrikaanse Spelen op dezelfde afstand. Toen liet hij met 9,99 seconden de Nigeriaan Francis Obikwelu en Frankie Fredericks achter zich.
Hij is de broer van John Myles-Mills (deelnemer OS 1988 en OS 1992).

## Persoonlijke records
Outdoor
| Onderdeel | Prestatie | Datum           | Plaats       |
| --------- | --------- | --------------- | ------------ |
| 100 m     | 9,98 s    | 5 juni 1999     | Boise        |
| 200 m     | 20,54 s   | 2 augustus 1998 | Lappeenranta |

Indoor
| Onderdeel | Prestatie | Datum            | Plaats           |
| --------- | --------- | ---------------- | ---------------- |
| 50 m      | 5,64 s    | 13 februari 2000 | Liévin           |
| 60 m      | 6,45 s    | 20 februari 1999 | Colorado Springs |
| 100 m     | 10,42 s   | 7 februari 2000  | Tampere          |
| 200 m     | 21,22 s   | 21 februari 1997 | Colorado Springs |

## Palmares

### 60 m
- 2001: DNS WK indoor
- 2003: 7e in serie WK indoor - 6,83 s
- 2004: 3e in serie WK indoor - 6,76 s

### 100 m
- 1998:  Afrikaanse kamp. - 10,10 s
- 1999:  Afrikaanse Spelen - 9,99 s
- 1999: 6e in ½ fin. WK - 10,16 s
- 2000: 5e in ½ fin. OS - 10,25 s
- 2003: 5e in ¼ fin. WK - 10,25 s
- 2003:  Afrikaanse Spelen - 10,03 s
- 2004: 6e in ½ fin. OS - 10,22 s